# نوروز ۷۲
نوروز ۷۲ یک مجموعه تلویزیونی محصول سال ۱۳۷۲–۱۳۷۱ به کارگردانی و نویسندگی داریوش کاردان، علی عمرانی و مهرداد خسروی، و تهیه‌کنندگی ابوالفضل جهانی مقدم می‌باشد. این مجموعه در اسفند ۱۳۷۱ ضبط و در نوروز ۱۳۷۲ از شبکه یک پخش شد. و این برنامه نخستین برنامهٔ تلویزیونی طنز آیتمی بود که بعدها در مجموعه‌های مشابهی مانند «ساعت خوش» و … متداول شد.

## بازیگران
- علی عمرانی
- مهران مدیری
- فریبا متخصص
- داریوش موفق
- ارژنگ امیرفضلی
- حمید لولایی
- اردشیر منظم
- غلامرضا نیکخواه
- نعیمه نظام‌دوست
- آرش میراحمدی
- رضا ایمانی
- علی‌اکبر طوفان‌پناه